# سیمون مورو
سیمون مورو (انگلیسی: Simmone Morrow؛ زادهٔ ۳۱ اکتبر ۱۹۷۶) بازیکن سافت‌بال اهل استرالیا است.